# Whitney (album)
Pour les articles homonymes, voir Whitney.
Albums de Whitney Houston
Whitney Houston
(1985) I'm Your Baby Tonight
(1990)
Whitney est le deuxième album studio de Whitney Houston sorti en 1987 via Arista Records. L'album débuta à la première place au Billboard 200 le 27 juin 1987, devenant ainsi le premier album par une artiste féminine, et seulement le cinquième album d'un artiste solo.

## Liste des titres
1. I Wanna Dance with Somebody - 4:52
2. Just the Lonely Talking Again - 5:34
3. Love Will Save the Day - 5:25
4. Didn't We Almost Have It All - 5:07
5. So Emotional - 4:37
6. Where You Are - 4:11
7. Love Is a Contact Sport - 4:19
8. You're Still My Man - 4:18
9. For the Love of You - 5:33
10. Where Do Broken Hearts Go - 4:38
11. I Know Him So Well - 4:30

## Classements hebdomadaires

### Album
| Classement (1987)                   | Meilleure place |
| ----------------------------------- | --------------- |
| Allemagne (Media Control AG)        | 1               |
| Australie (Kent Music Report)       | 1               |
| Autriche (Ö3 Austria Top 40)        | 1               |
| Canada (RPM Top Albums)             | 1               |
| États-Unis (Billboard 200)          | 1               |
| États-Unis (Top R&B/Hip-Hop Albums) | 2               |
| France (IFOP)                       | 6               |
| Italie (FIMI)                       | 1               |
| Japon (Oricon)                      | 22              |
| Norvège (VG-lista)                  | 1               |
| Nouvelle-Zélande (RIANZ)            | 1               |
| Pays-Bas (Mega Album Top 100)       | 1               |
| Royaume-Uni (UK Albums Chart)       | 1               |
| Suède (Sverigetopplistan)           | 1               |
| Suisse (Schweizer Hitparade)        | 1               |

| Classement (2023)            | Meilleure place |
| ---------------------------- | --------------- |
| Belgique (Wallonie Ultratop) | 126             |
| Royaume-Uni (R&B Albums)     | 1               |

### Singles
| Année | Single                                     | Billboard Charts: | Billboard Charts: | Billboard Charts: | Billboard Charts: |
| Année | Single                                     | Hot 100           | Hot R&B           | Hot Adult         | Hot Dance         |
| ----- | ------------------------------------------ | ----------------- | ----------------- | ----------------- | ----------------- |
| 1987  | Didn't We Almost Have It All               | 1                 | 2                 | 1                 | —                 |
| 1987  | I Wanna Dance With Somebody (Who Loves Me) | 1                 | 2                 | 1                 | 1                 |
| 1987  | So Emotional                               | 1                 | 5                 | 8                 | 1                 |
| 1988  | Love Will Save the Day                     | 9                 | 5                 | 10                | 1                 |
| 1988  | Where Do Broken Hearts Go                  | 1                 | 2                 | 1                 | —                 |
| 1996  | I Wanna Dance With Somebody (Who Loves Me) | —                 | —                 | —                 | 11                |

## Certifications
| Pays                    | Certification | Unités certifiées |
| ----------------------- | ------------- | ----------------- |
| Allemagne (BVMI)        | Platine       | 500 000           |
| Australie (ARIA)        | 3 × Platine   | 210 000           |
| Canada (Music Canada)   | 7 × Platine   | 700 000           |
| Danemark (IFPI)         | Platine       | 20 000            |
| États-Unis (RIAA)       | Diamant       | 10 000 000        |
| Finlande (IFPI)         | Platine       | 59 053            |
| France (SNEP)           | Platine       | 300 000           |
| Nouvelle-Zélande (RMNZ) | Platine       | 15 000            |
| Pays-Bas (NVPI)         | Platine       | 100 000           |
| Royaume-Uni (BPI)       | 7 × Platine   | 2 100 000         |
| Suède (GLF)             | 2 × Platine   | 200 000           |
| Suisse (IFPI)           | 2 × Platine   | 100 000           |